# Pampa Larga (Sullana)
Pampa Larga es un caserío peruano ubicado en el distrito de Ignacio Escudero, perteneciente a la provincia de Sullana del departamento de Piura, al norte del Perú. 

## Ubicación
Pampa Larga se ubica al oeste de la provincia de Sullana, en el distrito de Ignacio Escudero, en el departamento de Piura. 

## Demografía
En 2017 Pampa Larga tenía una población de 124 habitantes.
| Gráfica de evolución demográfica de Pampa Larga entre 1993 y 2017 |
|                                                                   |
| Fuentes: Población 1993 y 2017                                    |